# Crnogorski fudbalski kup 2011-2012
La Crnogorski fudbalski kup 2011-2012 (in italiano Coppa montenegrina di calcio 2011-2012), conosciuta anche come Kup Crne Gore u fudbalu 2011-2012, fu la 6ª edizione della coppa del Montenegro di calcio.
Il detentore era il Rudar Pljevlja. In questa edizione la coppa fu vinta dal Čelik Nikšić (al suo 1º trionfo, la prima volta che una compagine di seconda divisione riuscì a conquistare la coppa) che sconfisse in finale il Rudar Pljevlja, alla sua terza finale consecutiva.

## Formula
La formula è quella dell'eliminazione diretta, in caso si parità al 90º minuto si va direttamente ai tiri di rigore senza disputare i tempi supplementari (eccetto in finale). Gli accoppiamenti sono decisi tramite sorteggio.

### Calendario
| Turno            | Numero di incontri | Squadre | Entrano in questo turno      | Date                         |
| ---------------- | ------------------ | ------- | ---------------------------- | ---------------------------- |
| Primo turno      | 14                 | 30 → 16 | Tutte eccetto Rudar e Mogren | 24 agosto 2011               |
| Ottavi di finale | 16                 | 16 → 8  | Rudar e Mogren               | 14 e 28 settembre 2011       |
| Quarti di finale | 8                  | 8 → 4   | –                            | 19 ottobre e 2 novembre 2011 |
| Semifinali       | 4                  | 4 → 2   | –                            | 28 marzo e 25 aprile 2012    |
| Finale           | 1                  | 2 → 1   | –                            | 23 maggio 2012               |

### Squadre partecipanti
Partecipano 30 squadre: le 12 della Prva liga, le 12 della Druga liga e le 6 finaliste delle tre coppe regionali (Nord, Centro e Sud).
Prva liga
- Berane
- Bokelj
- Budućnost
- Dečić
- Grbalj
- Lovćen
- Mladost Podgorica
- Mogren
- Petrovac
- Rudar Pljevlja
- Sutjeska
- Zeta

Druga liga
- OFK Bar
- Bratstvo
- Čelik Nikšić
- Ibar
- Igalo
- Iskra Danilovgrad
- Jedinstvo Bijelo Polje
- Jezero
- Kom
- Mornar
- Petnjica
- Zabjelo

Treća liga
- Arsenal Tivat (vincitore Sud)
- Blue Star Podgorica (vincitore Centro)
- Brskovo (vincitore Nord)
- Drezga (finalista Centro)
- Otrant-Olympic (finalista Sud)
- Polimlje (finalista Nord)

## Primo turno
Rudar Pljevlja e Mogren esentate in quanto finaliste della Crnogorski fudbalski kup 2010-2011.
| Squadra 1              | Risultato       | Squadra 2         |
| ---------------------- | --------------- | ----------------- |
| 24.08.2011             |                 |                   |
| Petrovac               | 2 – 0           | Iskra Danilovgrad |
| Jedinstvo Bijelo Polje | 2 – 0           | Dečić             |
| Mornar                 | 4 – 2           | Berane            |
| Kom                    | 0 – 3           | Budućnost         |
| Zabjelo                | 0 – 2           | Sutjeska          |
| Igalo                  | 2 – 2 (2-4 dtr) | Grbalj            |
| Ibar                   | 0 – 2           | Mladost Podgorica |
| Otrant-Olympic         | 0 – 4           | Bokelj            |
| Polimlje               | 1 – 2           | Zeta              |
| Drezga                 | 1 – 3           | Lovćen            |
| Bratstvo               | 3 – 1           | Jezero            |
| Arsenal Tivat          | 2 – 1           | Petnjica          |
| Brskovo                | 1 – 0           | OFK Bar           |
| 25.08.2011             |                 |                   |
| Blue Star Podgorica    | 0 – 2           | Čelik Nikšić      |

## Ottavi di finale
| Squadra 1              | Totale | Squadra 2     | Andata     | Ritorno    |
| ---------------------- | ------ | ------------- | ---------- | ---------- |
|                        |        |               | 14.09.2011 | 28.09.2011 |
| Bokelj                 | 3 – 2  | Budućnost     | 3 – 0      | 0 – 2      |
| Rudar Pljevlja         | 4 – 2  | Grbalj        | 1 – 1      | 3 – 1      |
| Sutjeska               | 2 – 3  | Zeta          | 2 – 0      | 0 – 3      |
| Mogren                 | 4 – 0  | Mornar        | 2 – 0      | 2 – 0      |
| Lovćen                 | 0 – 2  | Čelik Nikšić  | 0 – 1      | 0 – 1      |
| Mladost Podgorica      | 5 – 4  | Bratstvo      | 2 – 0      | 3 – 4      |
| Petrovac               | 2 – 0  | Brskovo       | 0 – 0      | 2 – 0      |
| Jedinstvo Bijelo Polje | 7 – 1  | Arsenal Tivat | 3 – 0      | 4 – 1      |

## Quarti di finale
| Squadra 1              | Totale | Squadra 2         | Andata     | Ritorno    |
| ---------------------- | ------ | ----------------- | ---------- | ---------- |
|                        |        |                   | 19.10.2011 | 02.11.2011 |
| Mogren                 | 1 – 4  | Rudar Pljevlja    | 1 – 4      | 0 – 0      |
| Petrovac               | 3 – 1  | Mladost Podgorica | 0 – 0      | 3 – 1      |
| Bokelj                 | 1 – 2  | Čelik Nikšić      | 0 – 1      | 1 – 1      |
| Jedinstvo Bijelo Polje | 3 – 2  | Zeta              | 1 – 0      | 2 – 2      |

## Semifinali
| Squadra 1              | Totale | Squadra 2    | Andata     | Ritorno    |
| ---------------------- | ------ | ------------ | ---------- | ---------- |
|                        |        |              | 28.03.2012 | 25.04.2012 |
| Rudar Pljevlja         | 3 – 1  | Petrovac     | 2 – 0      | 1 – 1      |
| Jedinstvo Bijelo Polje | 1 – 3  | Čelik Nikšić | 1 – 0      | 0 – 3      |

## Finale
| Squadra 1    | Risultato | Squadra 2      |
| ------------ | --------- | -------------- |
| 23.05.2012   |           |                |
| Čelik Nikšić | 2 – 1     | Rudar Pljevlja |

| Arbitro: | Željko Radunović (Cettigne) |

| |            | |
| Dubljević 10’ Bojić 24’ | Marcatori  | 46’ I. Jovanović |
| Banović Bojić Radović Dubljević Bulatović Bulajić Adrović (82' Nikolić) Zorić Iv. Ivanović (90' Brnović) Vukelja (71' Kuduzović) Jovović | Formazioni | Mijatović Radusinović (46' Alić) Adžić Vlahović (76' Nerić) Brnović M. Jovanović Kaluđerović Popović (64' Rustemović) Stojanović I. Jovanović Ig. Ivanović |
| Bubanja | Allenatori | Radojičić |